# Union der festen Hand
Union der festen Hand. Roman einer Entwicklung ist ein 1931 erschienener dokumentarischer Roman des deutschen Publizisten und Schriftstellers Erik Reger. Noch im Erscheinungsjahr erhielt der Autor für den Roman (ebenso wie Ödön von Horváth für seine Dichtungen) den Kleist-Preis.

## Literarischer Hintergrund
Union der festen Hand wird der Neuen Sachlichkeit zugeordnet und ideengeschichtlich auf deren Konzept der Gebrauchsliteratur zurückgeführt. So verwertet Reger für den Roman viele seiner (kultur-)politischen Artikel und Aufsätze, die zuvor in unterschiedlichen Tageszeitungen (u. a. General-Anzeiger für Dortmund, Frankfurter Zeitung, Vossische Zeitung, Weltbühne) erschienen waren. Reger stammte zudem aus einer Bergarbeiterfamilie und hatte von 1920 bis 1927 im „Statistischen Büro“ der Friedrich Krupp AG und als Herausgeber der Betriebszeitung Kruppschen Mitteilungen gearbeitet, wodurch ihm detailgenaue Darstellung von Milieu und Hintergrundabläufen der Welt von Bergbau und Großindustrie möglich wurden.

## Inhalt
Der Roman schildert in fünf Büchern die politische, wirtschaftliche und kulturelle Geschichte des Ruhrgebietes vom Jahr 1918 bis zum Jahr 1929. Er konzentriert sich vor allem auf die einflussreichen Unternehmer der dort ansässigen Schwerindustrie, die sich im dritten Buch des Romans zur titelgebenden „Union der festen Hand“ zusammenschließen. Darüber hinaus präsentiert der Roman einen „sozialen Querschnitt“ des Ruhrgebiets, der die Arbeits- und Lebensverhältnisse des Proletariats und der Angestelltenschaft dokumentiert.

## Rezeption
Der Roman wurde zunächst durchaus positiv besprochen, man interessierte sich zunächst aber vor allem um die Identifikation der im Schlüsselroman auftauchenden Personen. Die linksliberale Presse sah in Reger einen „Upton Sinclair der Ruhr“ und manche verglichen ihn sogar mit Émile Zola. Ilja Ehrenburg bat Reger um Material zu den rheinischen Industriebaronen und möglicherweise auf diesem Weg kam es zu einer russischen Übersetzung des Buches. Ein Autorenexemplar der Übersetzung sollte Reger 1945 in den ersten Wochen der russischen Besatzung seines damaligen Wohnortes Mahlow äußerst nützlich werden, in dem es ihm als Beleg dafür diente, dass er ein „fortschrittlicher Schriftsteller“ sei, wie er es in seinem Tagebuch des Überlebens schildert. Klar ablehnend dagegen waren die Rezensionen von Rechts, aber auch von Seite der deutschen Kommunisten. So schrieb die der Schwerindustrie nahestehende Rhein- und Ruhrzeitung, Reger sei ein der „Aufgabe nicht gewachsen[er]“, von „persönlichem Ehrgeiz“ getriebener Autor. Die KPD-nahe Linkskurve sah einen „Dutzendreporter“ ohne Ahnung von der Realität aus der „Froschperspektive“ am Werk.
Als Reger für Union der festen Hand 1931 mit dem Kleist-Preis einen der bedeutendsten Literaturpreise der Weimarer Republik erhielt, nahmen die Anfeindungen von rechts und von links noch einmal richtig Schwung auf, zumal Reger selbst in mehreren Artikeln nachlegte, wobei er auf Verschlüsselung verzichtete und die Namen nannte und sich noch einmal verschärft mit dem aufsteigenden Nationalsozialismus auseinandersetzte. So schrieb er für die Vossische Zeitung eine Serie zur „Naturgeschichte des Nationalsozialismus“, in der er Hitler als „Rattenfänger“, die NS-Ideologie als „realitätsfern“, das Revolutionäre der NSDAP als „Bluff“ und „Pöstchenbeschaffung für Parteifunktionäre“ als deren Ziel benannte. Für die Essener NSDAP-Nationalzeitung war dann die Zeit nicht mehr fern, in der „kein Literat vom Schlage Regers einen Preis erhalten“ werde. Womit sie recht behalten sollte. 1933 wurde der Roman verboten.
Nach dem Ende des Zweiten Weltkriegs gewann der Roman für eine kurze Zeit sowohl im Westsektor als auch in der sowjetischen Besatzungszone an Bedeutung, da er sich zur Fehleranalyse der Weimarer Republik zu eignen schien. Der sowjetisch kontrollierte Aufbau-Verlag verlegte zunächst das Werk, später verwarf die Germanistik in der DDR den Roman als liberale Ideologie.
1979 entstand auf der Grundlage des Romans eine zweiteilige Fernsehverfilmung unter der Regie von Claus Peter Witt mit Dieter Laser als Adam Griguszies und Eva Mattes als Paula Griguszies, die am 30. April und 1. Mai 1979 im ZDF erstausgestrahlt wurde. 1983 erschien die Verfilmung auch als VHS-Kassette.
Obwohl Union der festen Hand als Erik Regers meist rezeptiertes Werk gilt, blieb es über Jahrzehnte der Öffentlichkeit wenig beachtet, wurde aber seit 1989 zunehmend Gegenstand germanistischer Arbeiten und seit 2007 zweimal neu aufgelegt.

## Ausgaben
- Erstausgabe: Union der festen Hand. Roman einer Entwicklung. Rowohlt, Berlin 1931.
- DDR-Ausgabe: Union der festen Hand. Roman einer Entwicklung. Aufbau, Berlin 1946.
- Taschenbuch: Union der festen Hand. Der große Schlüssel- und Industrieroman der Weimarer Republik. rororo 4366. Rowohlt, Reinbek bei Hamburg 1979, ISBN 3-499-14366-6.
- Aktuelle Ausgaben: 
  - Union der festen Hand. Roman einer Entwicklung. Mit einem Nachwort von Andreas Rossmann. Schöffling, Frankfurt am Main 2022, ISBN 978-3-89561-249-7.
  - Union der festen Hand. Wir in Nordrhein-Westfalen Bd. 26. Klartext, Essen 2007, ISBN 978-3-89861-771-0.